# Aleid van Poelgeest

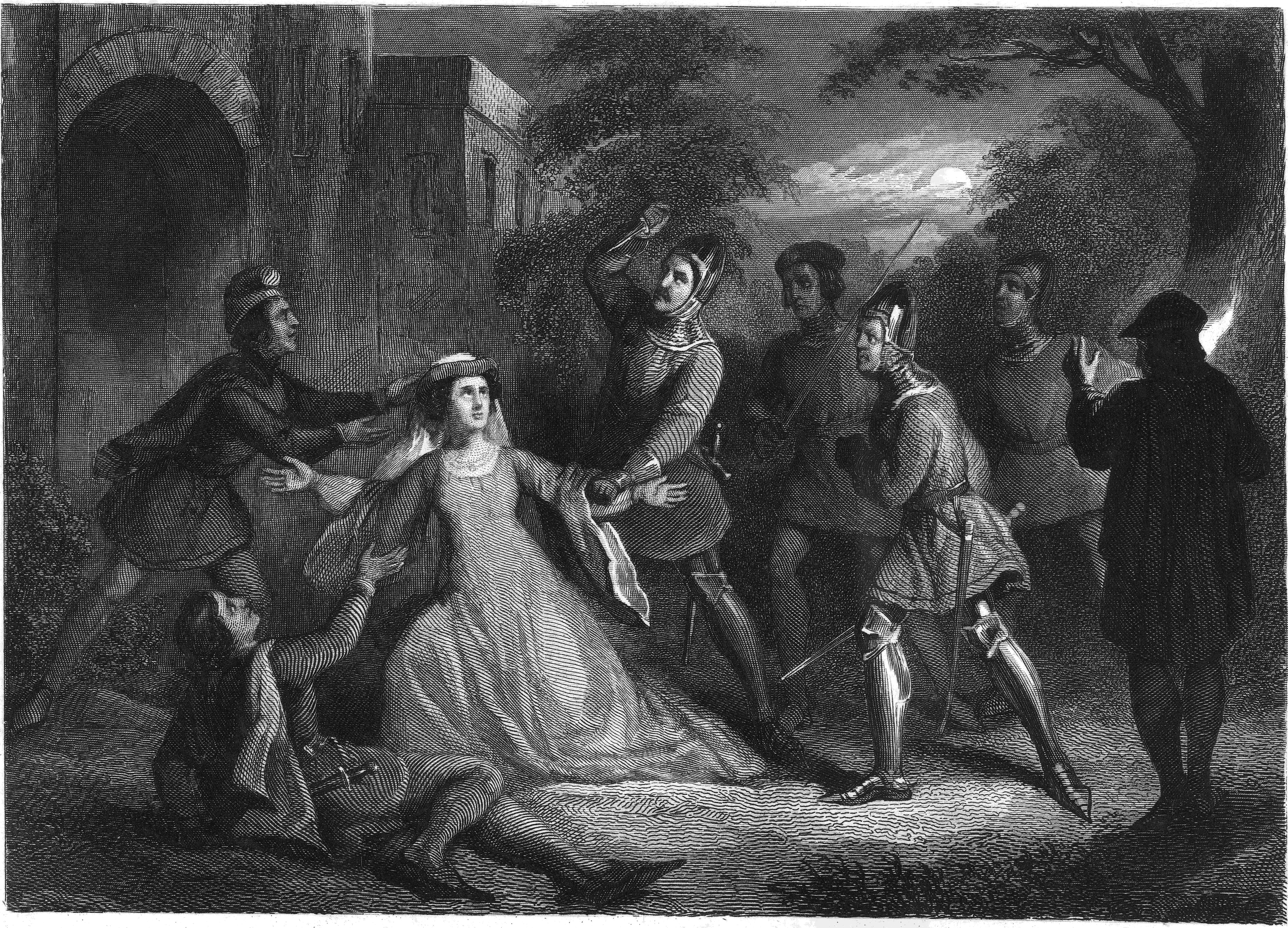
Gravure van Johann Wilhelm Kaiser uit 1843, moord op Aleid van Poelgeest en Willem Cuser (1392).

Aleid van Poelgeest (Koudekerk aan den Rijn, ca. 1370 – Den Haag, 22 september 1392) (dochter van Jan van Poelgeest (-1390) en Aleid van Beest Gerbrandsdr. (- voor 1386) was de maîtresse van de graaf van Holland, Albrecht van Beieren, toen zij op jeugdige leeftijd samen met de meesterknaap (een hoge hoffunctionaris) Willem Cuser in Den Haag door Hoekse edelen werd vermoord. Waarom Aleid vermoord werd, is niet met zekerheid te zeggen, maar het meest waarschijnlijk is dat de moord is begaan door gepasseerde erfgenamen van het leengoed Ter Hoecke bij Rijswijk.
Albrecht zag de moord als een persoonlijke aanval op zijn autoriteit en greep deze gebeurtenis aan om af te rekenen met een aantal politieke tegenstanders.

## Kennismaking met Albrecht
Aleid is waarschijnlijk geboren op kasteel Klein Poelgeest. Toen haar vader Jan van Poelgeest eind 1386 ging werken voor hertog Albrecht, kwam de hertog waarschijnlijk op dit kasteel voor het eerst in contact met Aleid. Jan werd begin 1388 kastelein van Albrechts slot Teylingen, waardoor Albrecht steeds vaker langs kwam. Datzelfde jaar nog trok Aleid naar Den Haag en op 2 juli werd door Albrecht voor haar een huis gekocht aldaar. Daarnaast had zij een eigen kamer op het Binnenhof, kwam Albrecht regelmatig bij haar thuis en gingen zij samen op reis door de gewesten Holland, Zeeland en Henegouwen. In 1391 kreeg zij het leengoed Ten Hoecke, toen de toenmalige heer overleed. 

## Moord en motieven
In de nacht van 22 op 23 september 1392 werd Aleid, samen met de meesterknaap Willem Cuser, met messteken in Den Haag vermoord. De theorieën over de motieven voor de moord lopen uiteen. 

### Motief 1
Volgens achttiende- en negentiende-eeuwse schrijvers zou Aleid veel macht hebben gekregen van Albrecht, waarmee zij Hoekse edelen zou tegenwerken. Dit is niet echt aannemelijk, omdat zijzelf uit een geslacht stamt dat altijd al Hoekse sympathieën heeft gehad. Het is wel mogelijk dat zij een politieke ommezwaai heeft gemaakt, maar daar is geen bewijs voor. Gedurende de Hoekse en Kabeljauwse twisten waren er voortdurend conflicten tussen beide partijen.

### Motief 2
Een andere reden zou kunnen zijn dat men Willem Cuser wilde vermoorden en Aleid er toevallig bij was en daardoor ook werd vermoord. Er was namelijk al twee keer eerder een poging gedaan om hem te vermoorden. Ook wilde de vader van Cuser heel graag de daders vervolgen, meer dan Aleids vader. 

### Motief 3
Verder zou het ook mogelijk zijn dat Willem Cuser en Aleid een relatie hadden en Albrecht uit wraak beiden liet vermoorden. 

### Motief 4
Ook zou het kunnen dat zij vermoord werd door de erfgenamen van het leengoed Ter Hoecke. Toen de toenmalige heer Gerrit van Delft overleed, kreeg Albrecht het gehele leengoed, dat hij aan Aleid schonk. Dit was tegen het zere been van de erfgenamen, omdat het een gewoonte was dat zij ook een deel zouden krijgen. Zij kregen niets, ook niet nadat zij naar de rechter gingen. De hoofdverdachten aan de moord waren, hoe toevallig, de erfgenamen van het leengoed, de broers of neven Gerrit en Dirk de Blote. Ondanks de waarschijnlijkheid is het niet met zekerheid te zeggen dat het zo gelopen is.